# Stefano Lilipaly
Stefano Lilipaly (* 10. Januar 1990 in Arnhem, Gelderland) ist ein niederländisch-indonesischer Fußballspieler.

## Verein
In seiner Jugend war Lilipaly unter anderem für AZ Alkmaar und den FC Utrecht aktiv. Bei letzterem gab er 2011 sein Profidebüt und wechselte ein Jahr später weiter zum Almere City FC. Nach den beiden Stationen Hokkaido Consadole Sapporo und Persija Jakarta kehrte er 2015 wieder in die Niederlande zurück und spielte für Telstar 1963 sowie den SC Cambuur. Von 2017 bis 2022 war er für Bali United aktiv und gewann in dieser Zeit zwei Mal die indonesische Meisterschaft. Seit dem 9. Mai 2022 steht er nun beim Ligarivalen Borneo FC unter Vertrag.

## Nationalmannschaft
Von 2013 bis 2019 absolvierte Lilipaly insgesamt 24 Partien für die indonesische A-Nationalmannschaft und erzielte dabei drei Treffer. Mit der U-23-Auswahl nahm er an den Asienspiele 2018 in Indonesien teil und erreichte dort das Achtelfinale.

## Erfolge
Bali United
- Indonesischer Meister: 2019, 2022